# Marcelle Baverez
Pour les articles homonymes, voir Baverez.
Sœur Marcelle Baverez est une religieuse et résistante française, née à Besançon (Doubs) le 8 mars 1899 et déportée et décédée le 1er novembre 1944 au camp nazi de Ravensbrück (Allemagne).

## Biographie
Sœur Marcelle Baverez est née le 8 mars 1899 dans la commune française de Besançon.
Religieuse hospitalière à l'hôpital Saint-Jacques de la ville, elle fut l'une des principales résistantes bisontines.
Elle a sauvé de nombreuses personnes condamnées à mort à l'hôpital, aidé à l'évasion de plusieurs prisonniers de guerre, et était également responsable d'un service de renseignements de la résistance ainsi que d'un réseau de faux papiers.
Après avoir été torturée à Besançon (Hôtel de Clévans), Sœur Marcelle Baverez est déportée au camp de concentration pour femmes de Ravensbrück, où elle décède le 1er novembre 1944.

## Distinctions

### Décoration
- Médaille de la Résistance française (décret du 24 avril 1946)[3]

### Odonymie
Une rue du quartier des Tilleroyes, à Besançon, rend hommage à son courage et à son héroïsme.